# 宮間英次郎

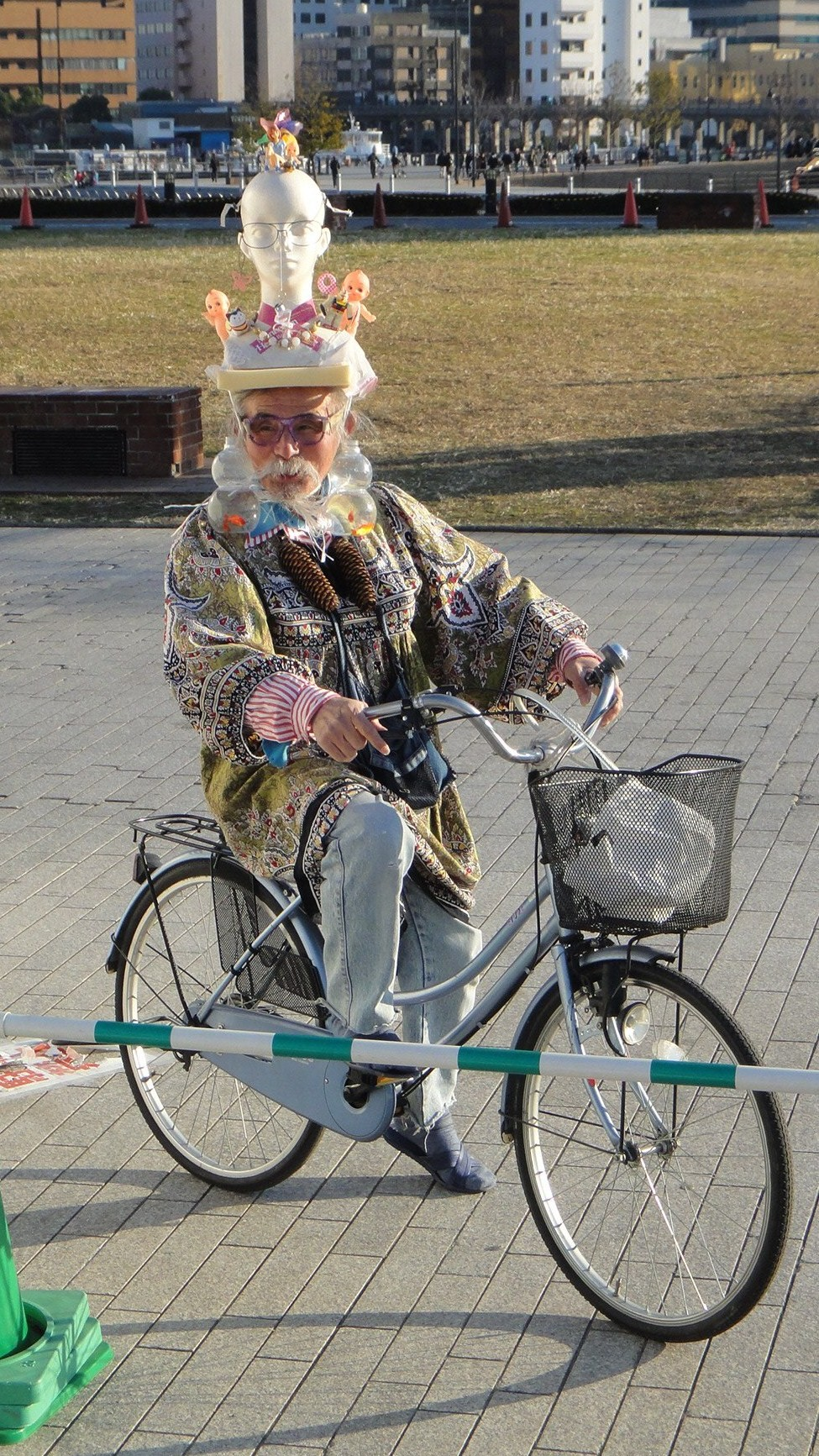
宮間英次郎　2011年、横浜にて

宮間 英次郎（みやま えいじろう、1934年 - 2024年6月13日）は、横浜市中区の寿町の簡易宿泊所に住みながら、自らが制作した大きな被り物をかぶり、街中を練り歩くパフォーマンスを行っていた日本のアウトサイダー・アーティスト。通称「帽子おじさん」。

## 半生
宮間英次郎は1934年（昭和9年）、三重県伊勢市の二見浦に生まれた。幼い頃は引っ込み思案で勉強も出来ず、いじめを受けていたこともあった。中学校卒業後は2〜3年二見浦にいたが、その後名古屋へ出てボーイの仕事を2〜3年、それから自衛隊に入隊するが、2年で辞めてしまう。
宮間はその後、建設現場の労働者、大型トラックの運転手、廃品回収業など職を点々とするようになった。名古屋でちり紙交換の仕事に従事していた時は、通常録音を流すことで済ませる口上を自らマイクを持って演じ、評判になったこともあるといい、当時から表現への意欲は持っていたようだ。40歳を過ぎる頃からは建築現場の日雇い労働者となって、東京の山谷、大阪のあいりん地区という簡易宿泊所街を転々とした後、50代後半頃横浜の寿町にやって来て、寿町に定着するようになった。
60歳頃から、宮間英次郎は自らが作成した独自の被り物を身に付けるようになった。きっかけは何の気なしにカップラーメンの空き容器を頭に載せてみてからとも、髪を長く伸ばしていた宮間が、長い髪を通すために帽子の上に穴を開けて被ってみたのが始まりで、それに日雇い仕事の帰りにふと拾った造花を差してみたりするようになったとも説明している。
60を過ぎた男が突然奇妙な被り物をするようになったため、当然周囲が話題にするようになった。話題になるにつれて被り物はどんどんエスカレートして、より大きなものへと進化していった。

## 被り物作品とパフォーマンス

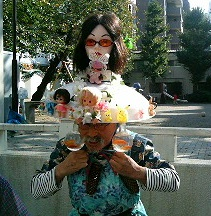
横浜中華街での宮間英次郎

宮間英次郎の作品は、まず何といってもその巨大な被り物に特徴がある。当初、カップラーメンの空き容器やトイレットペーパーの芯に造花を着けた程度であったものが、やがて電灯の笠や工事現場などにある三角コーンなどを利用した、高いものになると1メートルほどにもなる大きな被り物を制作するようになった。電灯の笠や三角コーンは、造花や大小の人形、かざぐるまなどで飾り立てる。またフラスコのような容器に赤い金魚を入れ、それも被り物にくくりつける。
宮間の作品は被り物にとどまらない、衣装も派手な目立つものを纏い、胸には大きな胸パッドを入れ、胸を盛り上げる。そして被り物や衣服には多くの場合、平和や友愛、地球環境保護、そして時事問題などについて訴えた宮間のメッセージが掲げられる。パフォーマンスで使用するこれらの材料は、全て拾い物やもらい物、フリーマーケットなどで安い値段で購入したもので構成されている。宮間の住む簡易宿泊所の部屋は、大きな被り物作品や衣装などで占拠されており、宮間はそれらの間で寝ている状況である。
週末になると、宮間は自らの住む簡易宿泊所の屋上でこのような被り物をかぶり、扮装を済ませた後、横浜の繁華街である伊勢佐木町や中華街、元町などを自転車で走り廻る。時には原宿や渋谷方面に出没したり、そして桜の季節は上野公園などの桜の名所に足を運ぶ。
宮間は街を練り歩いている最中、時々子どもたちに風船で動物を作って手渡す以外、街の人々に話しかけたり自説を訴えかけるようなことはしない。また宮間はカラオケを愛好しており、多くの平日は横浜市内にある老人施設に併設されているカラオケをハシゴしていた。2024年6月13日、宮間は老人施設で息を引き取った。89歳であった。

## アウトサイダー・アートとして評価される

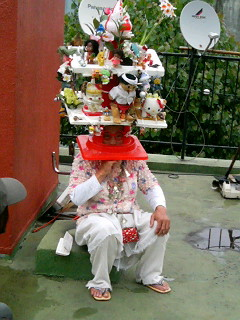
横浜市中区、寿町での宮間英次郎

宮間英次郎はそのパフォーマンス活動の初期から、世の変わった人々を追いかける活動を行っている畸人研究学会から注目されていた。そして畸人研究学会からの紹介で、特殊漫画家の根本敬や写真家の都築響一が宮間の活動に注目をするようになった。
そして派手な被り物をかぶって首都圏の繁華街に出没する宮間のことを、『世界超偉人伝説』など、テレビ番組でも取り上げられるようになった。
2006年、ボーダレス・アートギャラリー NO-MA（現ボーダレス・アートミュージアム NO-MA）で行われた、高齢になってから旺盛な創作活動を行うようになったアーティストたちを取り上げた展覧会「快走老人録」に、宮間の被り物作品が出品されることになった。それまで宮間の活動に注目する人はいたが、その作品が展覧会に出品されるのは快走老人録が初めてのことであった。
スイス・ローザンヌにある世界的に著名なアウトサイダー・アート専門の美術館であるアール・ブリュット・コレクション館長のリュシエンヌ・ペリーは、2006年11月、来日して日本のアウトサイダー・アートを調査していた。その際、開催中の快走老人録を見て、展示されていた宮間の作品を、神戸の知的障害者の施設に入居しながら段ボールに独自の絵画を描き続けている小幡正雄とともに高く評価した。
その結果、宮間英次郎の被り物作品は、2008年2月から2009年1月にかけてアール・ブリュット・コレクションで行われた「日本展」の出展作家の一人として選ばれた。宮間の作品は「日本展」終了後、アール・ブリュット・コレクションに収蔵される。
なお、宮間はアール・ブリュット・コレクションでの「日本展」のオープニングに、アール・ブリュット・コレクションから招かれた。宮間は生まれて初めての外国に、これもまた生まれて初めての飛行機に乗って出かけ、ローザンヌでも日本で行っているのと同じように、被り物をかぶって街中を練り歩いた。

## 3人のパフォーマー・アウトサイダー・アーティスト
宮間のパフォーマンスについて、リュシエンヌ・ペリーはちんどん屋からヒントを得ているのではないかと推測する。しかしちんどん屋は客の呼び込みのために行われる行為であるが、宮間はちんどん屋から得たヒントを得たとしても、彼独自の欲求に基づき、やはり独自の表現方法でパフォーマンスを行っており、ちんどん屋とは全く性格の異なる活動であるとする。
ペリーは続いて宮間の被り物作品などが主に拾い物で構成される点に注目する。これはインドで廃品や落ちている石を材料として作成した独自の造形物を集めた庭園を造ったネック・チャンド（英語: Nek Chand）のように、少なからぬアウトサイダー・アーティストに見られる特徴であるとする。彼らアウトサイダー・アーティストにとって、集めた廃品をもとに独自の芸術活動を行うことは、現代の消費文化に逆らうことを意味しており、「避けられぬ徳を持って進んで行っている行為」であると評価する。
また小幡正雄もそうであるが、その制作活動の結果、宮間は自らの居住環境を著しく狭めてしまい、生活に支障をきたすようになってしまっている点もアウトサイダー・アーティストとしての特徴のひとつとして挙げられよう。
リュシエンヌ・ペリーによれば、かつて宮間と同じようなパフォーマンスを行っていたアウトサイダー・アーティストが2名いたという。イタリアのジョヴァンニ・バッティスタ・ポデスタ（フランス語: Giovanni Battista Podestà）と、フランスのヴァハン・ポラディアンである。ポデスタは1960年代、イタリアのラヴェーノを自らが制作した奇抜な格好をして一人練り歩き、近代資本主義社会の新しい価値観に反対を訴えた。アルメニア人虐殺が発生した際、故郷アルメニアを後にしたアルメニア人であるポラディアンは、やはりポデスタと同じ時期、故国、アルメニアを称えるために、やはり自らが制作した独自の奇抜な格好をして、フランスのサン・ラファエルを一人練り歩いた。
宮間、ポデスタ、ポラディアンの3人のアウトサイダー・アーティストは皆60代になってからその創作活動とパフォーマンスを開始した。もちろんお互いに面識があったはずはなく、それぞれの活動が全く独自に生み出されたものではあるが、3人の活動は驚くほど似ており、動機についても共通のものが見られる。
3人の遅咲きのパフォーマーは、皆、恵まれているとは言いがたい孤独な人生を歩み、老年に達した。ペリーは宮間、ポデスタ、ポラディアンの3人が没頭するパフォーマンスとは、これまでの恵まれることのなかった自らの運命に対しての、「究極かつ軽妙な反動」であり、また3人のパフォーマーがそれぞれ持つ社会への関心も、社会に対するお祭り的ないたずらとしての性質があるとする。

## 出展歴
- 2006年 快走老人録（ボーダレス・アートギャラリー NO-MA）
- 2008 - 2009年 日本展（スイス・ローザンヌ、アール・ブリュット・コレクション）